# Ronald Pettersson
Ronald Erik „Sura-Pelle“ Pettersson (* 16. April 1935 in Surahammar; † 6. März 2010 in Göteborg) war ein schwedischer Eishockeyspieler und -trainer. Auch als Fußballspieler war er erfolgreich.

## Karriere
Ronald Pettersson begann seine Karriere als Eishockeyspieler in seiner Heimatstadt beim Surahammars IF, für dessen Profimannschaft er von 1952 bis 1955 in der Division 1, der damals höchsten schwedischen Spielklasse, sowie der zweitklassigen Division 2 aktiv war. Anschließend wechselte er zum Södertälje SK, mit dem er in der Saison 1955/56 auf Anhieb den nationalen Meistertitel gewann. Er selbsterhielt 1960 den Guldpucken als bester Spieler Schwedens. Nach fünf Jahren verließ er Södertälje und spielte von 1960 bis zu seinem Karriereende 1968 für den Schwedischen Meister mit Västra Frölunda IF, mit dem er in der Saison 1964/65 ebenfalls Schwedischer Meister wurde. Seine Rückennummer 14 wurde vom Frölunda HC gesperrt und wird an keinen anderen Spieler mehr vergeben.
Nach dem Ende seiner aktiven Karriere war Pettersson unter anderem als Nationaltrainer für die schwedische Nationalmannschaft sowie die Nationalmannschaft Norwegens tätig. 2004 wurde er in die IIHF Hall of Fame aufgenommen.

### International
Für Schweden nahm Pettersson an den Olympischen Winterspielen 1956 in Cortina d’Ampezzo, 1960 in Squaw Valley und 1964 in Innsbruck teil. Bei den Winterspielen 1964 gewann er mit seiner Mannschaft die Silbermedaille. Zudem stand er im Aufgebot seines Landes bei den Weltmeisterschaften 1955, 1957, 1958, 1959, 1961, 1962, 1963, 1965, 1966 und 1967. Bei der WM 1965 gewann er mit seiner Mannschaft die Bronze-, bei den Weltmeisterschaften 1963 und 1967 die Silber- sowie bei den Weltmeisterschaften 1957 und 1962 die Goldmedaille. Als beste europäische Mannschaft wurde Schweden bei den WM-Erfolgen 1957 und 1962 ebenfalls Europameister.

## Erfolge und Auszeichnungen
| - 1956 Schwedischer Meister mit dem Södertälje SK - 1959 Schwedisches All-Star Team - 1960 Guldpucken - 1960 Schwedisches All-Star Team - 1962 Schwedisches All-Star Team | - 1965 Schwedischer Meister mit Västra Frölunda IF - 1965 Schwedisches All-Star Team - 1966 Schwedisches All-Star Team - 1967 Schwedisches All-Star Team - 2004 Aufnahme in die IIHF Hall of Fame |

### International
| - 1957 Goldmedaille bei der Weltmeisterschaft - 1958 Bronzemedaille bei der Weltmeisterschaft - 1962 Goldmedaille bei der Weltmeisterschaft - 1963 Silbermedaille bei der Weltmeisterschaft | - 1964 Silbermedaille bei den Olympischen Winterspielen - 1965 Bronzemedaille bei der Weltmeisterschaft - 1967 Silbermedaille bei der Weltmeisterschaft |

## Fußball
In der Saison 1960 absolvierte Pettersson 13 Spiele in der Fotbollsallsvenskan, der höchsten schwedischen Spielklasse im Fußball, für den IFK Göteborg.